# Nikola Rybanská
Nikola Rybanská (* 3. Februar 1995) ist eine slowakische Fußballspielerin.

## Karriere

### Verein
Rybanská begann ihre Karriere beim MFK Topvar Topoľčany. Am 22. März 2012 wurde sie mit Kaufoption an FC Union Nové Zámky verliehen. Dort konnte sie in dem halben Jahr überzeugen und wechselte am 14. August 2012 permanent zum FC Union Nové Zámky. In der Saison 2012/2013 wurde Rybanská erstmals mit ihrem Verein FC Union Nové Zámky Meister und gab im August 2013 ihr internationales Debüt in der UEFA Women’s Champions League.

### Nationalmannschaft
Rybanská ist seit Januar 2014 A-Nationalspielerin für die Slowakische Fußballnationalmannschaft der Frauen.

## Erfolge
Slowakischer Meister (1)
- 2012

### Persönliche Ehrungen
Im März 2014 wurde sie Dritte bei der Wahl zum Sportler des Jahres, in der Kategorie der Fußballspielerinnen.